# Simandi Angin Dolok
Simandi Angin Dolok is een bestuurslaag in het regentschap Padang Lawas Utara van de provincie Noord-Sumatra, Indonesië. Simandi Angin Dolok telt 130 inwoners (volkstelling 2010).